# Gray-la-Ville
Gray-la-Ville település Franciaországban, Haute-Saône megyében. Lakosainak száma 928 fő (2022. január 1.). Gray-la-Ville Arc-lès-Gray, Gray, Mantoche és Velet községekkel határos.

## Népesség
A település népességének változása:
| Lakosok száma | 976  | 968  | 1000 | 955  | 943  | 937  | 928  | 928  | 928  |
|               | 2013 | 2015 | 2016 | 2017 | 2018 | 2019 | 2020 | 2021 | 2022 |